# 4646 Кві
4646 Кві (4646 Kwee) — астероїд головного поясу, відкритий 24 вересня 1960 року.
Тіссеранів параметр щодо Юпітера — 3,482.